# Ernie Calverley
Ernest Albert Calverley, detto Ernie (Pawtucket, 30 gennaio 1924 – Providence, 20 settembre 2003), è stato un cestista e allenatore di pallacanestro statunitense, professionista nella BAA.

## Palmarès
- All-BAA Second Team (1947)
- MVP National Invitation Tournament (1946)
- Miglior passatore BAA (1947)